# Flora (gudinde)
 For alternative betydninger, se Flora. (Se også artikler, som begynder med Flora)
Flora er i den romerske mytologi gudinde for forår og blomster og blev hvert år æret ved en kultfest kaldet Floralia. Hun var gift med Zefyr, vestenvindens gud. Hun deler blandt andet navn med det botaniske begreb Flora.

## Afbildninger
- Flora - monument i Szczecin (Polen), fra omkring 1730
- Flora, porcelænsfigur udført af Dominikus Auliczek, ca. 1770

- Wikimedia Commons har flere filer relateret til Flora (gudinde)

| Religion | Spire Denne religionsartikel er en spire som bør udbygges. Du er velkommen til at hjælpe Wikipedia ved at udvide den. |